# Otto Bischoff
Otto Bischoff (7. března 1818 Kraslice – 6. června 1871 Plzeň) byl rakouský a český podnikatel a politik německé národnosti, v 70. letech 19. století krátce poslanec Českého zemského sněmu.

## Biografie
Podnikal v důlním průmyslu a působil jako báňský odborník. Byl společníkem ve firmě Johann David Starck (rodina Bischoffových byla sňatkem spřízněná se Starckovými). Působil jako prezident plzeňské obchodní a živnostenské komory. Patřil k předákům etnicky německých velkopodnikatelských vrstev v Plzni. V roce 1864 se odvolal proti výsledkům obecních voleb, v nichž vyhrála česká strana. Volby se musely konat znovu a Češi znovu zvítězili. Po založení plzeňské městské spořitelny roku 1857 usedl Bischoff do jejího představenstva.
Zastával rovněž funkci kurátora evangelického sboru v Plzni.
V 70. letech 19. století se krátce zapojil i do zemské politiky. Ve volbách v roce 1870 byl v kurii obchodních a živnostenských komor (obvod Plzeň) zvolen do Českého zemského sněmu. V roce 1870 se uvádí jako ústavověrný kandidát (tzv. Ústavní strana, liberálně a centralisticky orientovaná).
Zemřel v červnu 1871.

## Rodina
- Syn Bruno Bischoff (1855[11]–1911)[12] žil jako soukromník na Smíchově.[13] Byl aktivním členem Spolku pro dějiny Němců v Čechách (Verein für Geschichte der Deutschen in Böhmen), kde spravoval sbírku obrazů a map.[14] Roku 1882 vydal německý spis o středověkých uměleckých památkách v Praze (Die mittelalterlichen Kunstdenkmale in Prag).[15]